# Nella trappola
Nella trappola (Tall in the Trap) è un film del 1962 diretto da Gene Deitch. Il film è il centoventiquattresimo cortometraggio della serie Tom & Jerry e il decimo dei tredici a essere stato prodotto nello studio Rembrandt Films situato a Praga, capitale della Cecoslovacchia (oggi Repubblica Ceca), ed è stato distribuito il 14 settembre 1962.

## Trama
Nell'ufficio dello sceriffo di una cittadina del far west, un uomo grasso, urlando, ordina allo sceriffo di assumere qualcuno per catturare Jerry; a tal proposito lo sceriffo assume Tom. In un flashback viene rivelato che l'uomo grasso è il proprietario dell'emporio cittadino e che è furioso perché Jerry gli ha appena rubato una fetta di formaggio. Poco dopo Tom arriva nell'ufficio dello sceriffo e si precipita a catturare Jerry, ma ogni volta fallisce, subendo diversi danni. Alla fine Tom cerca di sbarazzarsi di Jerry dando fuoco a un barile pieno di polvere da sparo, ma il topo riesce a fare in modo che il gatto faccia saltare in aria l'ufficio dello sceriffo. Quest'ultimo, preso da una rabbia cieca, allontana Tom a furia di spari, mentre Jerry ruba l'ultimo pezzo di formaggio.